# 交響曲第6番 (ドヴォルザーク)
交響曲第6番 ニ長調 作品60, B. 112 は、アントニン・ドヴォルザークが1880年に作曲した交響曲。ドヴォルザークの交響曲としては最初に出版されたため、かつては『交響曲第1番』と呼ばれていた。

## 概要
本作は指揮者のハンス・リヒターから依頼を受けて作曲されたものであり、同氏に献呈されている。初演は1881年3月25日にプラハで、アドルフ・チェフの指揮の下で行われた。翌1882年にはライプツィヒとロンドンで、1883年にはウィーンで演奏された。このうちロンドンでの演奏は、リヒターとロンドン・フィルハーモニック協会によるものである。リヒターは依頼当初、ウィーン・フィルハーモニー管弦楽団との演奏を計画していたが、実現することはなかった。ドヴォルザークの死後しばらくは演奏機会に恵まれなかったが、1950年代以降、カレル・アンチェル、ラファエル・クーベリック、イシュトヴァン・ケルテス、クリストフ・フォン・ドホナーニ、ヴァーツラフ・ノイマン、オトマール・スウィトナー、イルジー・ビエロフラーヴェク、チョン・ミョンフンらによって、いくらか取り上げられるようになった。

## 楽器編成
フルート2、ピッコロ（持ち替え）、オーボエ2、クラリネット2、ファゴット2、ホルン4、トランペット2、トロンボーン3、チューバ1、ティンパニ、弦五部。

## 曲の構成
全4楽章、演奏時間は約45分（第1楽章の繰り返しを含む）。ドヴォルザークの他の交響曲同様、しばしばヨハネス・ブラームスの影響が指摘される。
- 第1楽章 アレグロ・ノン・タント
ニ長調、4分の3拍子、ソナタ形式。

ブラームスの『交響曲第2番』の影響が見られる。演奏時間は13～15分程度。

- 第2楽章 アダージョ
変ロ長調、4分の2拍子、自由なロンド形式（A-B-A-C-A-B-A'）。

ベートーヴェンの『交響曲第9番《合唱付き》』の第3楽章からの影響が見られる。演奏時間は10～12分程度。

- 第3楽章 スケルツォ（フリアント）：プレスト
ニ短調、4分の3拍子、三部形式。

初演の際、アンコールとして繰り返された。演奏時間は8～9分程度。

- 第4楽章 フィナーレ：アレグロ・コン・スピーリト
ニ長調、2分の2拍子（アラ・ブレーヴェ）、ソナタ形式。

第1楽章と同様に、ブラームスの第2番の影響が見られる。演奏時間は10～12分程度。